# Chilcotin jezik
Chilcotin jezik (ISO 639-3: clc; tsilkotin), jezik Chilcotin Indijanaca koji čini samostalnu podskupinu skupine Carrier-Chilcotin, porodica athapaskan.
Govori ga oko 1 140 (2001 census) od 2 500 etničkih Chilcotina u južnoj Britanskoj Kolumbiji, Kanada zapadno od jezera Williams Lake. Imaju sedam rezervatskih zajednica Alexandria, Toosey, Anahim, Stone, Nemiah, Redstone i Ulkatcho.
Većina djece danas preferira engleski, ali se uči u osnovnim školama.

## Vanjske poveznice
- Ethnologue (14th)
- Ethnologue (15th)